# Sciara aurosa
Sciara aurosa är en tvåvingeart som beskrevs av Hans-Georg Rudzinski 1997. Sciara aurosa ingår i släktet Sciara och familjen sorgmyggor. Inga underarter finns listade i Catalogue of Life.